# Kaiserstraße 28 (Quedlinburg)

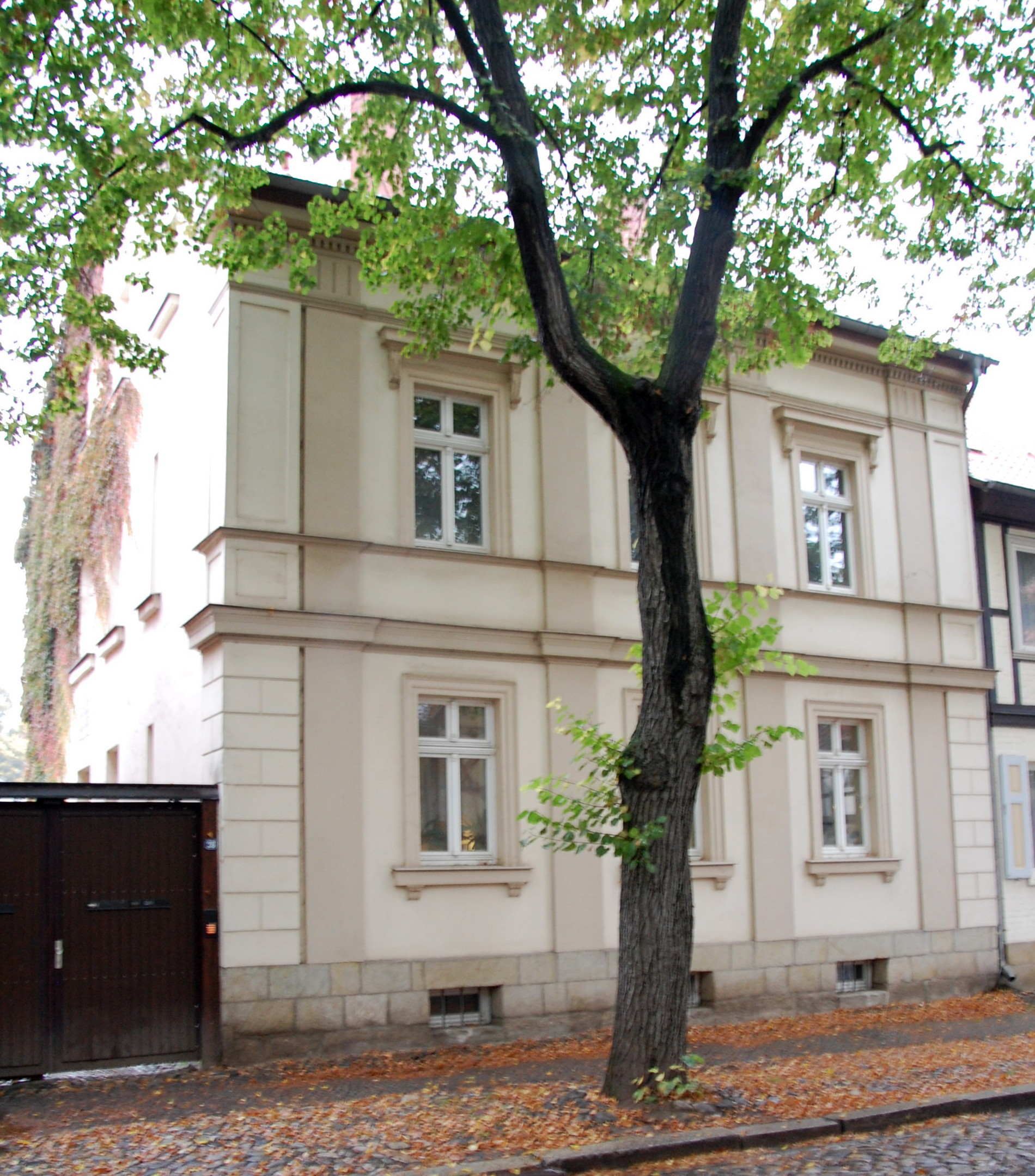
Kaiserstraße 28

Das Haus Kaiserstraße 28 ist ein denkmalgeschütztes Gebäude in der Stadt Quedlinburg in Sachsen-Anhalt.

## Lage
Es befindet sich in der historischen Quedlinburger Neustadt auf der Südseite der Kaiserstraße und ist im Quedlinburger Denkmalverzeichnis als Wohnhaus eingetragen.

## Architektur und Geschichte
Das zweigeschossige Gebäude wurde in der Zeit um 1860 gebaut. Die Fassade ist im Stil des Klassizismus gestaltet. So bestehen profilierte Rahmungen der Fenster und Pilastervorlagen.